# Aubergenville
Aubergenville és un municipi francès, situat al departament de Yvelines i a la regió de Illa de França. L'any 2007 tenia 12.189 habitants.
Forma part del cantó d'Aubergenville, del districte de Mantes-la-Jolie i de la Comunitat urbana Grand Paris Seine et Oise.

## Demografia

### Població
El 2007 la població de fet d'Aubergenville era de 12.189 persones. Hi havia 4.447 famílies, de les quals 1.089 eren unipersonals (416 homes vivint sols i 673 dones vivint soles), 1.012 parelles sense fills, 1.812 parelles amb fills i 534 famílies monoparentals amb fills.
La població ha evolucionat segons el següent gràfic:
Habitants censats

### Habitatges
El 2007 hi havia 4.737 habitatges, 4.541 eren l'habitatge principal de la família, 48 eren segones residències i 147 estaven desocupats. 1.894 eren cases i 2.829 eren apartaments. Dels 4.541 habitatges principals, 2.235 estaven ocupats pels seus propietaris, 2.218 estaven llogats i ocupats pels llogaters i 88 estaven cedits a títol gratuït; 110 tenien una cambra, 426 en tenien dues, 1.137 en tenien tres, 1.524 en tenien quatre i 1.345 en tenien cinc o més. 2.387 habitatges disposaven pel capbaix d'una plaça de pàrquing. A 2.366 habitatges hi havia un automòbil i a 1.676 n'hi havia dos o més.

### Piràmide de població
La piràmide de població per edats i sexe el 2009 era:
| Homes | Edats   | Dones |
| ----- | ------- | ----- |
| 0     | 95 o +  | 20    |
| 0     | 90 a 94 | 20    |
| 20    | 85 a 89 | 60    |
| 16    | 80 a 84 | 32    |
| 80    | 75 a 79 | 108   |
| 96    | 70 a 74 | 168   |
| 168   | 65 a 69 | 224   |
| 224   | 60 a 64 | 212   |
| 264   | 55 a 59 | 236   |
| 360   | 50 a 54 | 332   |
| 460   | 45 a 49 | 380   |
| 428   | 40 a 44 | 476   |
| 420   | 35 a 39 | 580   |
| 412   | 30 a 34 | 452   |
| 568   | 25 a 29 | 532   |
| 396   | 20 a 24 | 424   |
| 500   | 15 a 19 | 456   |
| 464   | 10 a 14 | 452   |
| 460   | 5 a 9   | 444   |
| 340   | 0 a 4   | 384   |

## Economia
El 2007 la població en edat de treballar era de 8.411 persones, 6.470 eren actives i 1.941 eren inactives. De les 6.470 persones actives 5.888 estaven ocupades (2.996 homes i 2.892 dones) i 582 estaven aturades (300 homes i 282 dones). De les 1.941 persones inactives 474 estaven jubilades, 854 estaven estudiant i 613 estaven classificades com a «altres inactius».

### Ingressos
El 2009 a Aubergenville hi havia 4.531 unitats fiscals que integraven 11.815,5 persones, la mediana anual d'ingressos fiscals per persona era de 19.200 €.

### Activitats econòmiques
Dels 446 establiments que hi havia el 2007, 1 era d'una empresa extractiva, 5 d'empreses alimentàries, 3 d'empreses de fabricació de material elèctric, 4 d'empreses de fabricació d'elements pel transport, 16 d'empreses de fabricació d'altres productes industrials, 45 d'empreses de construcció, 125 d'empreses de comerç i reparació d'automòbils, 27 d'empreses de transport, 22 d'empreses d'hostatgeria i restauració, 15 d'empreses d'informació i comunicació, 19 d'empreses financeres, 17 d'empreses immobiliàries, 50 d'empreses de serveis, 76 d'entitats de l'administració pública i 21 d'empreses classificades com a «altres activitats de serveis».
Dels 98 establiments de servei als particulars que hi havia el 2009, 2 eren oficines de correu, 7 oficines bancàries, 7 tallers de reparació d'automòbils i de material agrícola, 1 establiment de lloguer de cotxes, 2 autoescoles, 8 paletes, 6 guixaires pintors, 11 fusteries, 5 lampisteries, 10 electricistes, 2 empreses de construcció, 8 perruqueries, 1 veterinari, 1 agència de treball temporal, 15 restaurants, 8 agències immobiliàries, 2 tintoreries i 2 salons de bellesa.
Dels 48 establiments comercials que hi havia el 2009, 1 era una gran superfície de material de bricolatge, 5 botiges de menys de 120 m², 5 fleques, 3 carnisseries, 1 una botiga de congelats, 2 llibreries, 9 botigues de roba, 4 botigues d'equipament de la llar, 4 sabateries, 3 botigues d'electrodomèstics, 2 botigues de mobles, 1 una botiga de mobles, 1 una botiga de material de revestiment de parets i terra, 2 joieries i 5 floristeries.
L'any 2000 a Aubergenville hi havia 3 explotacions agrícoles.

## Equipaments sanitaris i escolars
El 2009 hi havia 2 hospitals de tractaments de curta durada, 1 hospital de tractaments de mitja durada (seguiment i rehabilitació, 2 centres d'urgències, 5 farmàcies i 3 ambulàncies.
El 2009 hi havia 4 escoles maternals i 4 escoles elementals. A Aubergenville hi havia 1 col·legi d'educació secundària i 1 liceu d'ensenyament general. Als col·legis d'educació secundària hi havia 647 alumnes i als liceus d'ensenyament general 1.286.
Aubergenville disposava d'un centre de formació no universitària superior.

## Poblacions més properes
El següent diagrama mostra les poblacions més properes.